# Pia Knöppel
Pia Lena Charlotta Knöppel, född 10 februari 1947 i Stockholm, är en svensk målare och tecknare. Hon är gift med skulptören Rune Rydelius.
Hon är dotter till revisor Bengt Knöppel och korrespondent och cirkelledare Gunvor Björklund samt sondotter till skulptören Arvid Knöppel. Hon studerade vid Gerlesborgsskolan 1967–1968, vid Konstfackskolan 1969–1971 och vid Kungliga Konsthögskolan 1971–1976. Hon har deltagit i samlingsutställningar i Stockholm och höll separatutställningar i Stockholm 1978, 1982 och 1986. Hon är representerad vid Statens porträttsamling, Moderna museet, Statens konstråd samt kommuner och landsting.